# Madarounfa
Madarounfa ist eine Stadtgemeinde und der Hauptort des gleichnamigen Departements Madarounfa in Niger.

## Geographie

### Lage und Gliederung
Madarounfa befindet sich in der Großlandschaft Sudan und grenzt im Süden an den Nachbarstaat Nigeria. Die Nachbargemeinden in Niger sind Djiratawa und Safo im Norden, Dan-Issa im Osten und Gabi im Westen.
Die Gemeinde Madarounfa besteht aus einem urbanen und einem ländlichen Gemeindegebiet. Das urbane Gemeindegebiet ist in acht Stadtviertel gegliedert. Diese heißen Bouzou Dan, Camp Gendarmerie, Hôpital de District, Kahin Sarki Secteur, Katchinawa Secteur 2, Limantchi Secteur 3, Sabon Gari und Sabon Gari Secteur. Bei den Siedlungen im ländlichen Gemeindegebiet handelt es sich um 36 Dörfer und 26 Weiler.

### Natur

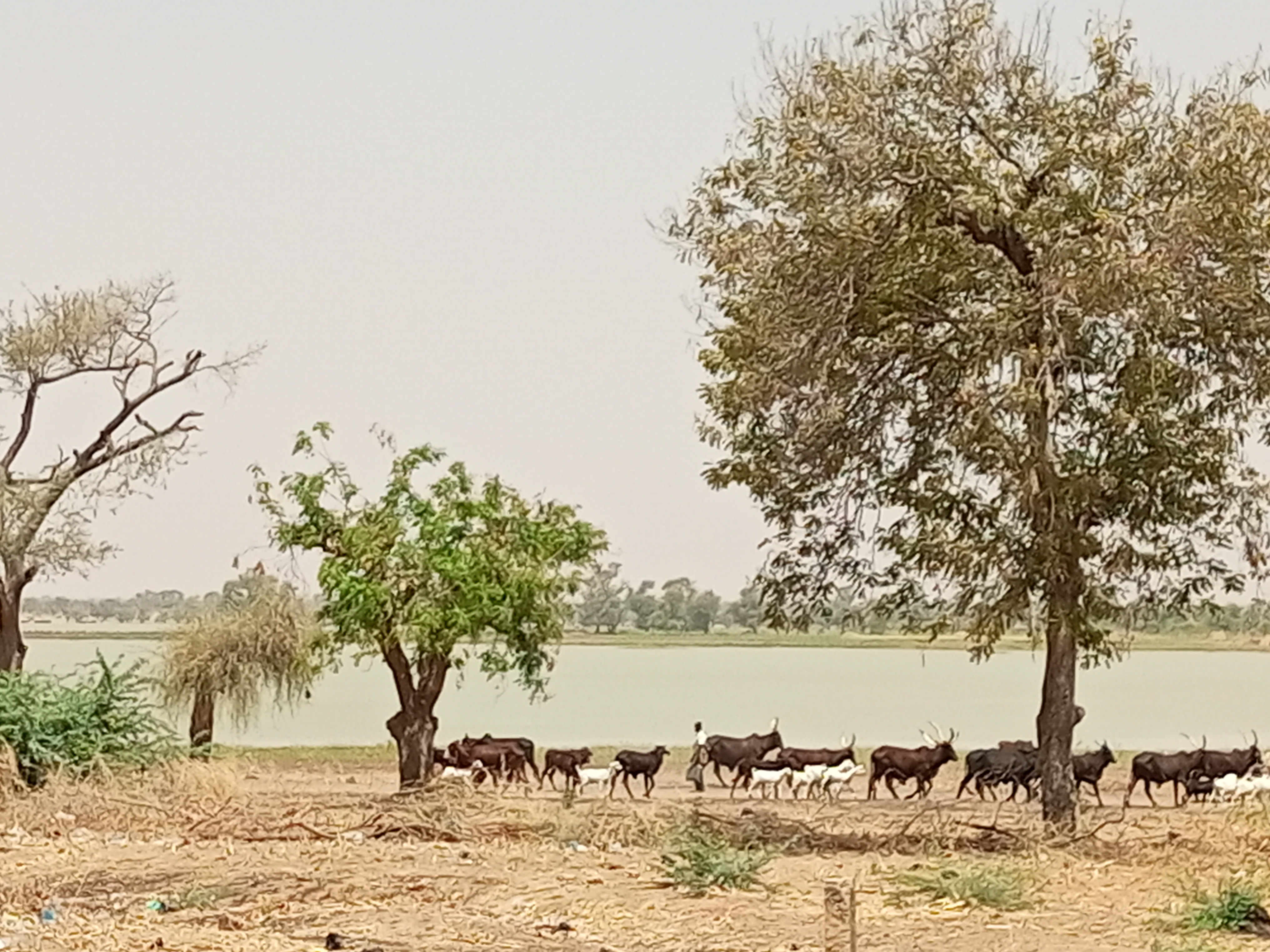
Eine Viehherde am Madarounfa-See (2023)

Das urbane Zentrum liegt an den Ufern des Madarounfa-Sees, der vom zeitweilig austrocknenden Fluss Goulbi de Gabi gespeist wird und eines der wenigen permanenten offenen Gewässer des Landes darstellt. Der See, mit einem durchschnittlichen Umfang von fünf Kilometern, erreicht seinen höchsten Wasserstand in der Regenzeit in den Monaten Juli und August. Dann wird das überschüssige Wasser durch einen Kanal in das Flussbett des Goulbi de Maradi abgeleitet. Ein weiteres stehendes Gewässer in der Gemeinde ist die Mare de Kourfin Koura beim namensgebenden Dorf Kourfin Koura.
Das Gebiet um die Stadt war einst dicht bewaldet. Davon sind nur noch Reste übrig geblieben, dennoch befindet sich hier eine der grünsten Regionen Nigers mit zahlreichen Affenbrotbäumen. Der Geschützte Wald von Madarounfa ist ein 830 Hektar großes Schutzgebiet, in dem das freie Grasen von Vieh verboten ist.

### Klima
In Madarounfa herrscht trockenes Wüstenklima vor. Die Niederschlagsmessstation im Stadtzentrum liegt auf 360 m Höhe und wurde 1952 in Betrieb genommen.
|                        | Jan  | Feb  | Mär  | Apr  | Mai  | Jun  | Jul  | Aug  | Sep  | Okt  | Nov  | Dez  |   |      |
| Mittl. Temperatur (°C) | 22,1 | 25,2 | 28,9 | 31,9 | 32,4 | 30,8 | 27,9 | 26,2 | 27,7 | 28,7 | 26,4 | 22,8 | ⌀ | 27,6 |
| Mittl. Tagesmax. (°C)  | 30,1 | 33,4 | 37,2 | 39,6 | 39,1 | 36,7 | 32,8 | 30,4 | 32,9 | 35,7 | 34,3 | 30,7 | ⌀ | 34,4 |
| Mittl. Tagesmin. (°C)  | 14,7 | 17,3 | 20,4 | 23,6 | 25,6 | 25,6 | 24,0 | 22,9 | 23,4 | 22,1 | 18,9 | 15,5 | ⌀ | 21,2 |
|                        |      |      |      |      |      |      |      |      |      |      |      |      |   |      |
| Niederschlag (mm)      | 0    | 0    | 0    | 1    | 16   | 32   | 82   | 144  | 64   | 12   | 0    | 0    | Σ | 351  |
|                        |      |      |      |      |      |      |      |      |      |      |      |      |   |      |
| Sonnenstunden (h/d)    | 10,3 | 10,5 | 10,8 | 11,2 | 11,4 | 11,3 | 9,3  | 7,8  | 9,9  | 10,5 | 10,4 | 10,2 | ⌀ | 10,3 |
|                        |      |      |      |      |      |      |      |      |      |      |      |      |   |      |
| Regentage (d)          | 0    | 0    | 0    | 0    | 2    | 5    | 11   | 13   | 8    | 2    | 0    | 0    | Σ | 41   |
|                        |      |      |      |      |      |      |      |      |      |      |      |      |   |      |
| Luftfeuchtigkeit (%)   | 17   | 13   | 10   | 16   | 31   | 49   | 66   | 76   | 69   | 37   | 19   | 19   | ⌀ | 35,3 |

| 14,7 |

| 17,3 |

| 20,4 |

| 23,6 |

| 25,6 |

| 25,6 |

| 24,0 |

| 22,9 |

| 23,4 |

| 22,1 |

| 18,9 |

| 15,5 |

| 14,7 |

| 17,3 |

| 20,4 |

| 23,6 |

| 25,6 |

| 25,6 |

| 24,0 |

| 22,9 |

| 23,4 |

| 22,1 |

| 18,9 |

| 15,5 |

| N i e d e r s c h l a g | 0   | 0   | 0   | 1   | 16  | 32  | 82  | 144 | 64  | 12  | 0   | 0   |
|                         | Jan | Feb | Mär | Apr | Mai | Jun | Jul | Aug | Sep | Okt | Nov | Dez |

## Geschichte
Der Ortsname leitet sich einer Überlieferung nach von einem Jäger-Ehepaar ab und setzt sich aus den Bestandteilen Mada und Rounfa zusammen. Immer wenn nach dem Jäger namens Mada gerufen wurde, soll seine Frau geantwortet haben, er sei im Rounfa, was Strohhütte bedeutet. Nach einer etwas anders lautenden Tradition soll Rounfa der Name der Ehefrau gewesen sein.
Die französische Kolonialverwaltung machte Madarounfa 1944 zum Sitz eines Kantons gleichen Namens. Die Hauptstadt des Arrondissements Maradi wurde 1966 nach Madarounfa verlegt und das Arrondissement zugleich in Madarounfa umbenannt. Aus dem Arrondissement Madarounfa ging 1998 das Departement Madarounfa hervor. Im Jahr 2002 wurde im Zuge einer landesweiten Verwaltungsreform das Gebiet des Kantons Madarounfa auf die Gemeinden Madarounfa und Dan-Issa aufgeteilt.

## Bevölkerung

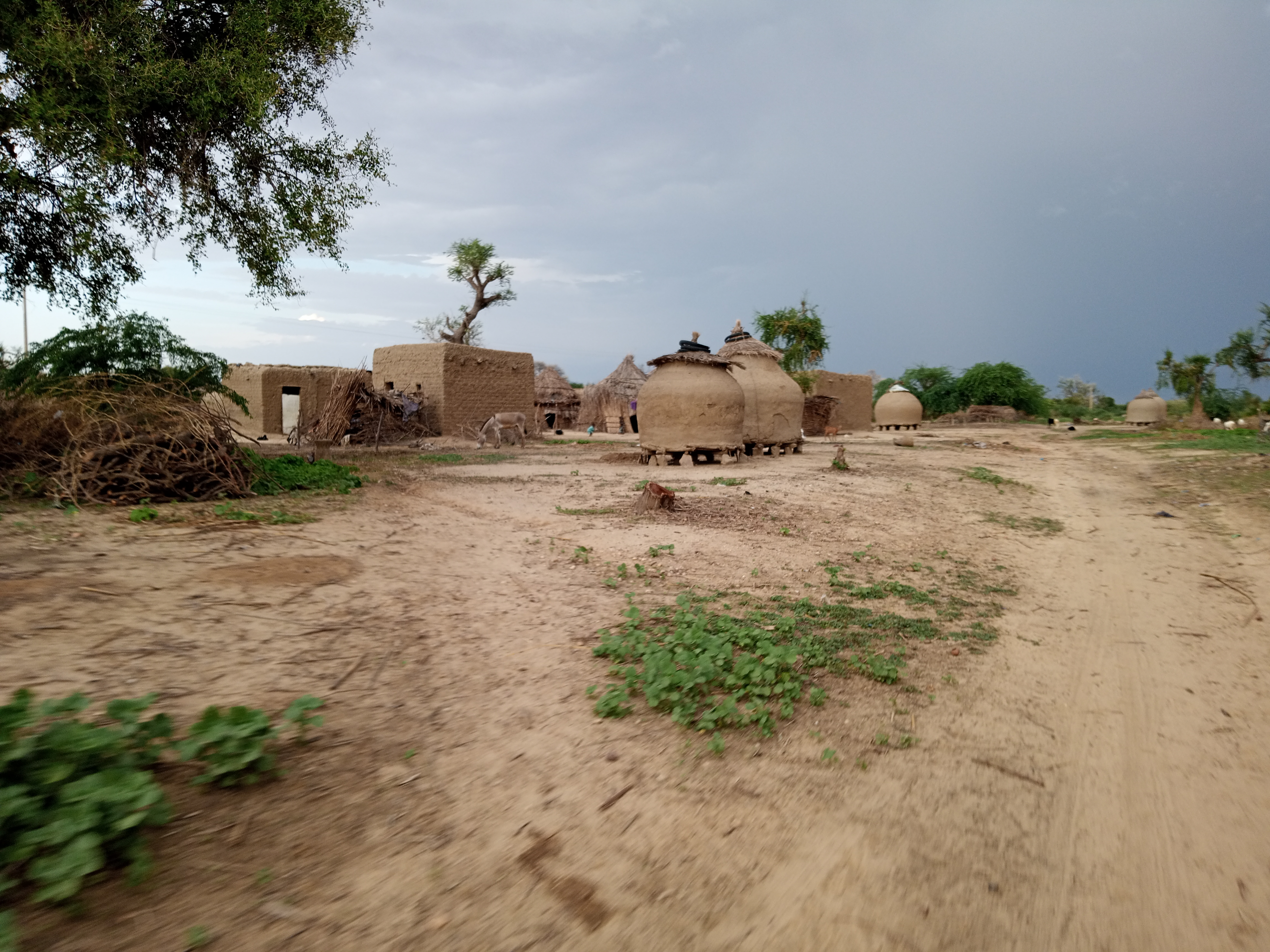
Wohnhäuser und Getreidespeicher von Tuareg in der Gemeinde Madarounfa (2023)

Bei der Volkszählung 2012 hatte Madarounfa 71.832 Einwohner, die in 9654 Haushalten lebten. Bei der Volkszählung 2001 betrug die Einwohnerzahl 47.617 in 7341 Haushalten.
Das urbane Gemeindegebiet hatte 12.220 Einwohner in 1733 Haushalten bei der Volkszählung 2012, 8763 Einwohner in 1382 Haushalten bei der Volkszählung 2001 und 6303 Einwohner in 1116 Haushalten bei der Volkszählung 1988. Bei der Volkszählung 1977 waren es 3453 Einwohner.
In ethnischer Hinsicht ist die Gemeinde ein Siedlungsgebiet von Katsinawa und Azna.

## Politik und Justiz
Der Gemeinderat (conseil municipal) hat 19 gewählte Mitglieder. Mit den Kommunalwahlen 2020 sind die Sitze im Gemeinderat wie folgt verteilt: 5 PNDS-Tarayya, 3 CPR-Inganci, 3 RPP-Farilla, 2 ANDP-Zaman Lahiya, 1 ARD-Adaltchi Mutunchi, 1 LRD-Jimiri, 1 MDEN-Falala, 1 RANAA, 1 RPD-Bazara und 1 RSD-Gaskiya.
Jeweils ein traditioneller Ortsvorsteher (chef traditionnel) steht an der Spitze von 30 Dörfern im ländlichen Gemeindegebiet.
Die Stadt ist der Sitz eines Tribunal d’Instance, eines der landesweit 30 Zivilgerichte, die unterhalb der zehn Zivilgerichte der ersten Instanz (Tribunal de Grande Instance) stehen. Die Haftanstalt Madarounfa hat eine Aufnahmekapazität von 250 Insassen.

## Kultur und Sehenswürdigkeiten

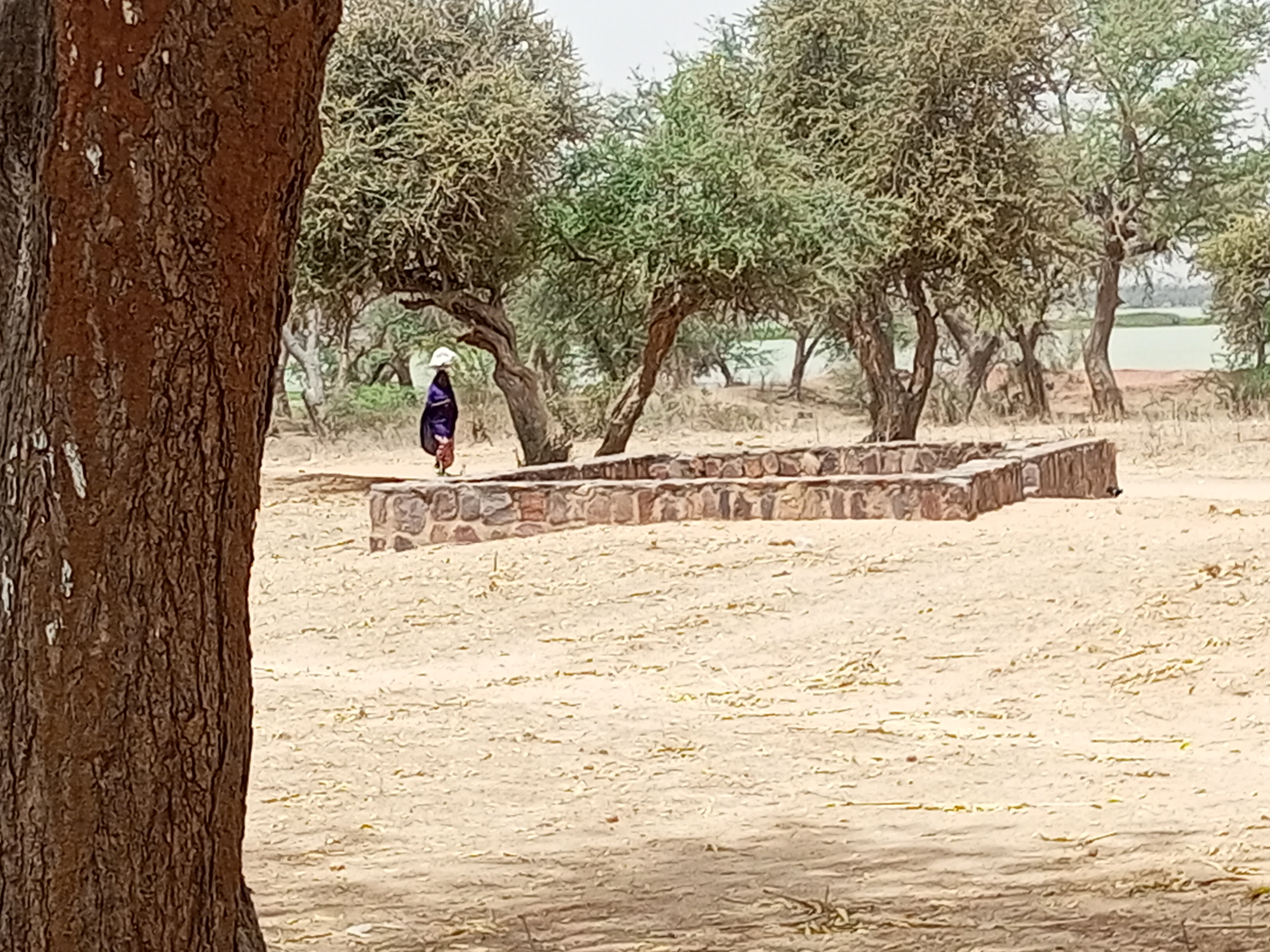
Eines der Gräber der 99 Heiligen (2023)

Bei der Stadt befinden sich die Gräber der 99 Heiligen. Der Überlieferung nach sind hier 99 heilige Männer des Islam begraben. Zwanzig der Gräber sind durch kniehohe Steinmauern gekennzeichnet. Bei der lokalen Bevölkerung gilt die Stätte als heiliger Ort, an dem seltsame Lichterscheinungen auftreten.
Der Wald, der See und die Gräber der 99 Heiligen von Madarounfa wurden 2006 vom nigrischen Kulturministerium der UNESCO als Welterbe vorgeschlagen.

## Wirtschaft und Infrastruktur

### Wirtschaft
Die wichtigsten Wirtschaftszweige sind Ackerbau, Viehzucht und Handel. Teile der jungen männlichen Bevölkerung gehen als saisonale Arbeitsmigranten ins Nachbarland Nigeria. Der Markt von Madarounfa wurde im zweiten Viertel des 20. Jahrhunderts etabliert. Die Markttage sind Mittwoch und Freitag. Am Madarounfa-See wird Fischerei betrieben. Der See dient auch als Viehtränke. Das staatliche Versorgungszentrum für landwirtschaftliche Betriebsmittel und Materialien (CAIMA) unterhält eine Verkaufsstelle im Stadtzentrum.

### Gesundheit und Bildung
Im Stadtzentrum gibt es ein Distriktkrankenhaus, das 2001 errichtet wurde, und ein über ein eigenes Labor und eine Entbindungsstation verfügendes Gesundheitszentrum des Typs Centre de Santé Intégré (CSI). Weitere Gesundheitszentren dieses Typs, jedoch jeweils ohne eigenes Labor und Entbindungsstation, sind in den ländlichen Siedlungen Angoual Mata und N’Yelwa vorhanden.
Die erste Grundschule in Madarounfa wurde 1948 gegründet. Der CEG FA Madarounfa ist eine allgemein bildende Schulen der Sekundarstufe des Typs Collège d’Enseignement Général Franco-Arabe (CEG FA) mit Fokus auf die arabische zusätzlich zur französischen Sprache. Beim CES Madarounfa handelt sich um eine allgemein bildende Schule der Sekundarstufe des Typs Collège d’Enseignement Collège Secondaire (CES). Allgemein bildenden Schulen der Sekundarstufe des Typs Collège d’Enseignement Général (CEG) sind in den ländlichen Siedlungen Angoual Roumdji und N’Yelwa vorhanden. Beim Collège d’Enseignement Technique de Madarounfa (CET Madarounfa) handelt es sich um eine technische Fachschule und beim Centre de Formation aux Métiers de Madarounfa (CFM Madarounfa) um ein Berufsausbildungszentrum.

### Verkehr
Durch die Gemeinde verläuft die Nationalstraße 18 zwischen der Regionalhauptstadt Maradi und der Staatsgrenze mit Nigeria. Vom Stadtzentrum führt die Route 433 nach Tarna.